# Kamilla Réti
Kamilla Réti (31 de diciembre de 1992) es una deportista húngara que compite en pentatlón moderno.
Ganó una medalla de plata en el 2019 y  una medalla de bronce en el Campeonato Europeo de Pentatlón Moderno de 2019. En los Juegos Europeos de Cracovia 2023 consiguió una medalla de plata en la prueba de relevo mixto.

## Medallero internacional
| Campeonato Mundial | Campeonato Mundial | Campeonato Mundial | Campeonato Mundial |
| Año                | Lugar              | Medalla            | Competición        |
| ------------------ | ------------------ | ------------------ | ------------------ |
| 2019               | Budapest (Hungría) | Medalla de plata   | Relevo             |
| Juegos Europeos    |                    |                    |                    |
| Año                | Lugar              | Medalla            | Competición        |
| 2023               | Cracovia (Polonia) | Medalla de plata   | Relevo mixto       |
| Campeonato Europeo |                    |                    |                    |
| Año                | Lugar              | Medalla            | Competición        |
| 2019               | Bath (Reino Unido) | Medalla de bronce  | Relevo             |